# 파이도
파이도(Faido)는 스위스 남부 티치노주의 이탈리아어를 사용하는 레벤티나구의 주도이다.
2006년 1월 29일, 파이도는 Chiggiogna, Rossura 및 Calonico의 마을을 통합하여 성장했다.
2012년 4월 1일, 파이도는 Anzonico, Calpiogna, Campello, Cavagnago, Chironico, Mairengo 및 Osco의 이전 시정촌을 통합하면서 다시 성장했다.
Sobrio가 지자체에 흡수되었을 때, 2016년 4월 10일에 다시 성장했다.

## 역사
지자체는 1171년에 Faedo로 처음 기록되었다. 독일어에서는 이전에 Feit 또는 Pfaid로 알려졌다. 지자체가 지역 중심지로 발전하는 데 결정적인 역할을 한 것은 계곡 중앙과 피오티노 산 협곡 기슭의 위치였다. 산은 여객과 화물 운송의 장벽이었고 여행자를 위한 정류장과 시설이 필요했다. 또한, 우리의 통치(15-18세기) 하에, 이곳은 레반티나의 수도였으며, 우리가 티치노를 통제하는 열쇠였다. 레반틴의 지역 수장(parlamento generale)과 계곡 공동체의 회의가 파이도에서 열렸다.
파이도의 이전 Vicinanza (Marengo에 기반)는 3개의 Degagna로 구성되었다.
중세 시대에 Mairengo의 산시로 교회(1171년에 처음 언급됨)는 비치난자의 세례당이었다. 파이도에 있는 산 안드레아의 마을 교회는 13세기에 처음 언급되었다. 1331년 화재 이후 재건되어 1579년에 교구 교회로 승격되었다. 그것은 1830년에 확장되었다. 1459년부터 시에나의 성 베르나르디노 예배당은 6층 타워 하우스를 소유한 바레시 가문의 후원 아래 있었다. 1607년, 카푸친 수도원은 오랫동안 카푸친 신학교와 문화 센터의 자리였다. 수도원 학교는 계곡에서 온 소년들에게 개방되었다. 수도원 단지에는 1608년에 지어졌으며, 1785/86년에 재건된 산프란체스코 교회가 있다.

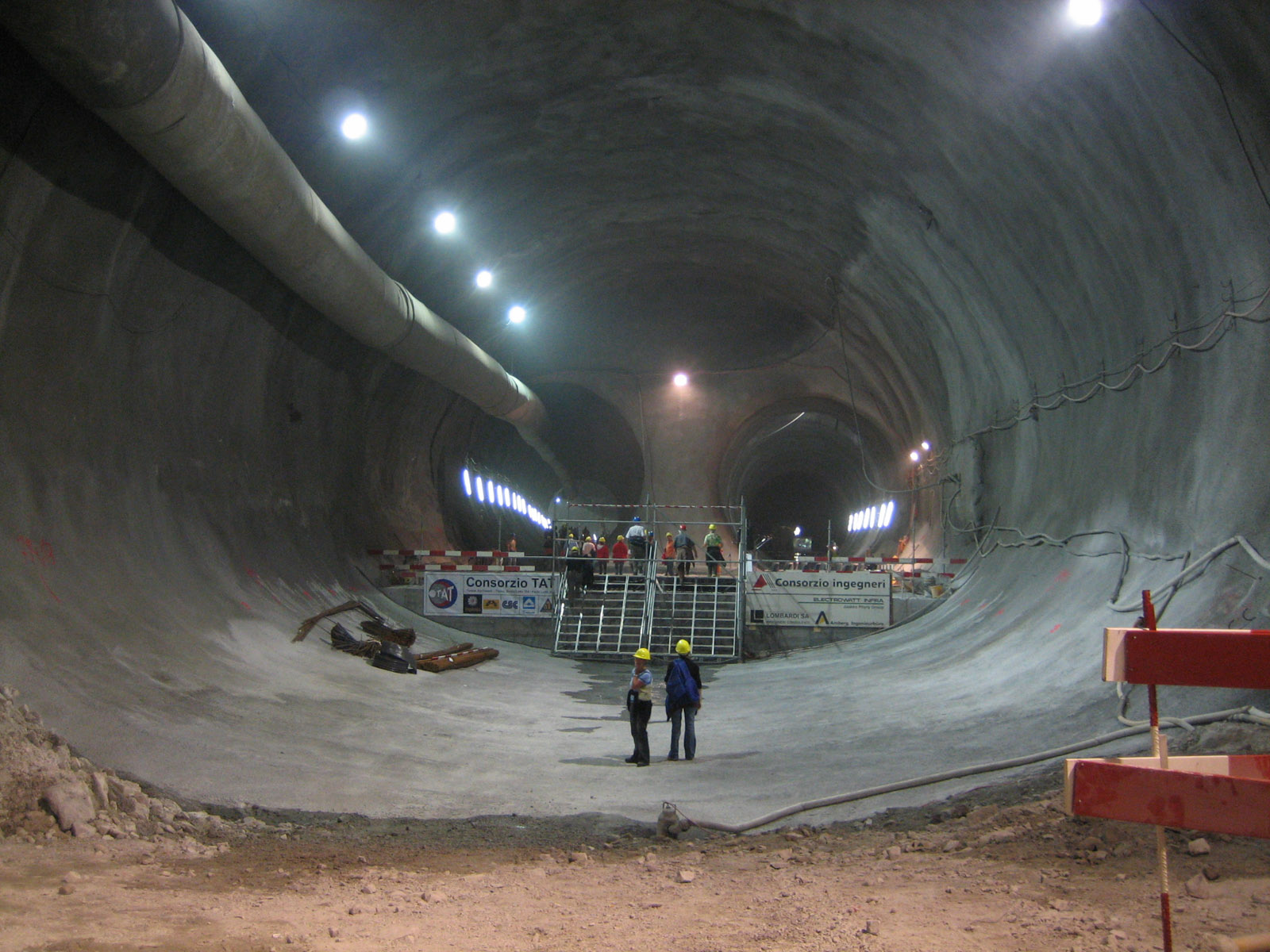
파이도 근처의 고트하르트 베이스 터널 건설

계곡의 19세기 역사, 고트하르트 도로 터널(1820~30년 건설)과 고트하르트 철도 터널에 관한 이야기(1871-1881). 철도는 다양한 호텔(1905년 호텔 스위스 포함)의 설립과 공예 및 소규모 산업의 확산을 촉진했다. 1889년 파이도는 티치노에서 전기 조명이 설치된 최초의 도시였다. 대부분의 레벤티나와 마찬가지로 많은 주민들이 프랑스, 영국, 호주, 미국으로 이주했다. 그러나 파이도는 또한 장인의 이민과 소규모 산업 기업의 설립을 경험했으며, 그중 일부는 정부 운영 기업의 지점이었다. 이러한 소규모 기업의 대부분은 이후 사라지거나 이전되었다. 제1차 세계 대전 이전에 이 마을은 특히 밀라노 가족들에게 인기 있고 번화한 휴양지였다. Leventiner Hospital S. Croce는 성직자의 주도로 1917년에 지어졌다. 1992년부터 운영되고 있는 요양원이다. 현재의 지역 병원은 레반틴 주민들과 시민 커뮤니티의 요청으로 1923년에 지어졌다. 1976년 파이도는 고속도로로 인한 시가지의 파편화에 맞서 성공적으로 싸웠고, 우회 터널을 얻었다.
2004년 봄에 주민들은 Chiggiogna, Osco, Mairengo, Calpiogna, Campello, Rossura, Calonico, Anzonico, Cavagnago 및 Sobrio의 주변 지자체를 통합하기로 투표했다. 대부분의 지자체는 제안을 거부했으며, 새로운 지자체는 파이도, Chiggiogna, Rossura 및 Calonico로 구성된다.

## 지리

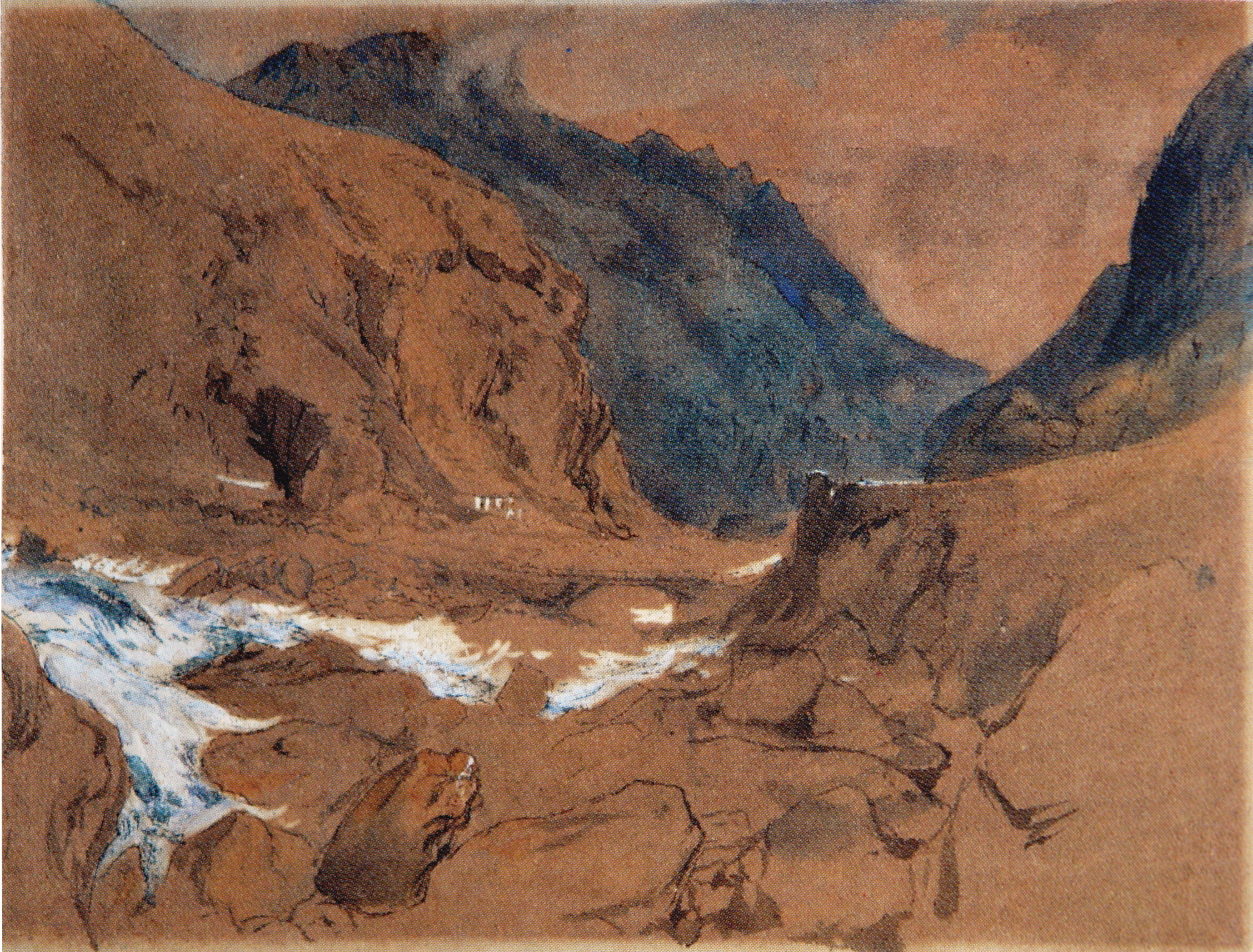
파이도는 1845년부터 고트하르트 고개로 넘어간다.

파이도의 면적은 1997년 기준으로 25.4k㎡이다. 이 면적 중 0.87k㎡ (3.4%)가 농업 목적으로 사용되는 반면 2.36k㎡ (9.3%)는 산림이다. 나머지 토지 중 0.79k㎡ (3.1%)가 정착(건물 또는 도로), 0.07k㎡ (0.3%)가 강 또는 호수이고 0.06k㎡ (0.2%)는 비생산적인 토지이다.
건축 면적 중 주택과 건물이 1.5%, 교통 기반 시설이 1.1%를 차지했다. 산림을 제외한 모든 산림면적은 울창한 산림으로 덮여 있다. 농경지 중 1.9%는 작물 재배에 사용되고 1.5%는 고산 목초지에 사용된다. 시정촌의 모든 물은 흐르는 물이다.
지자체는 지방 수도이자 레벤티나 지방 법원의 본거지이다. 2006년 파이도는 Fuso, Chiggiogna, 파이도 및 Rossura와 합병했다. 2012년 Anzonico, Calpiogna, Campello, Cavagnago, Chironico, Mairengo 및 Osco와의 합병 이후 다시 성장했다.

## 인구통계
파이도의 인구(2020년 12월 기준)는 2,823명이다. 2008년 기준으로 인구의 29.6%가 거주 외국인이다. 지난 10년(1997-2007) 동안 인구는 -8.2%의 비율로 변화했다.
2000년 기준, 인구 대부분은 이탈리아어(84.2%)를 사용하며, 세르보-크로아티아어가 두 번째로 많이 사용(7.7%)되고 독일어가 세 번째(3.5%)로 사용된다. 스위스 공용어(2000년 기준) 중 44명은 독일어, 18명은 프랑스어, 1,288명은 이탈리아어를 사용한다. 나머지(198명)는 다른 언어를 사용한다.
2008년 기준으로 인구의 성별 분포는 남성 48.8%, 여성 51.2%이다. 인구는 661명의 스위스 남성(인구의 33.0%)과 318명(15.9%)의 비스위스계 남성으로 구성되었다. 스위스 여성은 737명(36.7%), 비스위스계 여성은 290명(14.5%)이었다.
2008년에는 스위스 시민이 10명, 비스위스계 시민에게 5명이 출생했으며, 같은 기간에 스위스 시민이 16명, 스위스 시민이 아닌 경우 2명이 사망했다. 이민과 이주를 무시하면, 스위스 시민의 인구는 6명 감소했고, 외국인 인구는 3명 증가했다. 스위스에서 이민 온 스위스 남성은 2명이었다. 동시에 다른 나라에서 스위스로 이주한 15명의 비스위스 남성과 8명의 비스위스계 여성이 있었다. 2008년 전체 스위스 인구 변화(모든 출처에서)는 4명이 증가했고, 비스위스계 인구 변화는 3명이 증가했다. 이것은 0.4%의 인구 증가율을 나타낸다.
2009년 현재 파이도의 연령 분포는 다음과 같다. 142명 또는 인구의 7.1%는 0세에서 9세 사이이고 205명 또는 10.2%는 10세에서 19세 사이이다. 성인 인구 중 245명 또는 인구의 12.2%가 20세에서 29세 사이이다. 231명(11.5%)은 30~39세, 331명(16.5%)은 40~49세, 313명(15.6%)은 50~59세이다. 고령자 분포는 210명(인구의 10.5%)이 60세 이상이다. 69세는 173명(8.6%), 70~79세는 156명(7.8%), 80세 이상은 156명(7.8%)이다.
2008년 시정촌 공실률은 2.66%였다. 2000년에는 시정촌에 737개의 아파트가 있었다. 아파트 규모는 방 4개짜리 아파트가 246개로 가장 많았다. 1인실 아파트가 47개, 5개 이상 아파트가 128개였다. 이 중 상시 입주가 가능한 아파트는 총 613세대(전체의 83.2%)였으며, 성수기 아파트는 95세대(12.9%), 공실은 29세대(3.9%)였다. 2007년 기준 신규주택 건설률은 인구 1000명당 2세대이다.
역사적 인구는 다음 차트에 나와 있다.

## 국가중요문화재

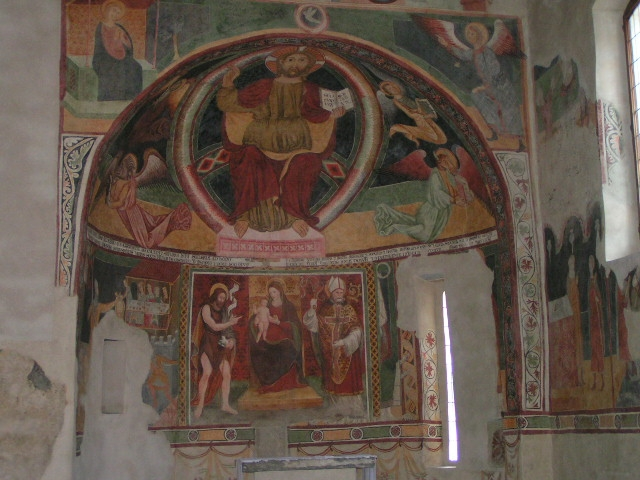
산 암브로지오 교회

산암브로지오 교회, Torre Pedrini, S. Siro 교구 교회, Selvini House, S. Maria Assunta 교회 및 SS 교구 교회. Lorenzo e Agata는 국가적으로 중요한 스위스 문화 유산으로 등록되어 있다. Anzonico, Calpiogna, Primadengo, Chironico, Brusgnano-Freggio, Osco, 파이도, Calonico, Rossura, Tengia, Figgione 및 Sobrio-Ronzano의 마을은 모두 스위스 유산 목록에 등재되어 있다.
S. Siro 교구 교회는 1170년에 처음 언급되었지만 11세기로 거슬러 올라간다. 레반티나 계곡에서 가장 오래된 교회 중 하나이다. 그것은 16세기에 개축되었고, 후에 교회 탑은 1574-75년에 재건되었다. 새 교회에는 2개의 본당과 직사각형의 합창단이 있었다. 정면은 초기 교회의 일부 요소를 유지한다. 내부에는 1510년에서 1520년 사이에 지어진 독일 작업장의 측면 제단이 있다. 벽에는 Gerolamo Gorla da Milano의 1558년 벽화와 17세기 그림도 있다.

## 정치
2007년 연방 선거에서 가장 인기 있는 정당은 34.09%의 득표율을 기록한 CVP였다. 다음으로 가장 인기 있는 세 정당은 FDP (29.09%), 티치노 동맹 (14.64%), SP (14.04%)였다. 연방 선거는 총 653표를 득표했고, 투표율은 55.5%였다.
2007년 대평의회 선거에서 파이도에는 총 1,151명의 등록 유권자가 있었고, 그중 892명(77.5%)이 투표했다. 10개의 백지 투표가 이루어졌으며, 선거에서 882개의 유효한 투표용지가 남았다. 가장 인기 있는 정당은 263표(29.8%)를 얻은 PPD + GenGiova 정당이었다. 다음으로 가장 인기 있는 세 파티는 다음과 같다. PLRT(217 또는 24.6% 포함), SSI(175 또는 19.8% 포함) 및 PS (105 또는 11.9% 포함).
2007년 국무위원 선거에서 4개의 백지 투표가 이루어졌고 선거에서 888개의 유효한 투표가 남았다. 가장 인기 있는 정당은 261표(29.4%)를 얻은 PPD였다. 다음으로 가장 인기 있는 세 파티는 다음과 같다. PLRT(224 또는 25.2% 포함), SSI(145 또는 16.3% 포함) 및 LEGA(120 또는 13.5% 포함).

## 경제

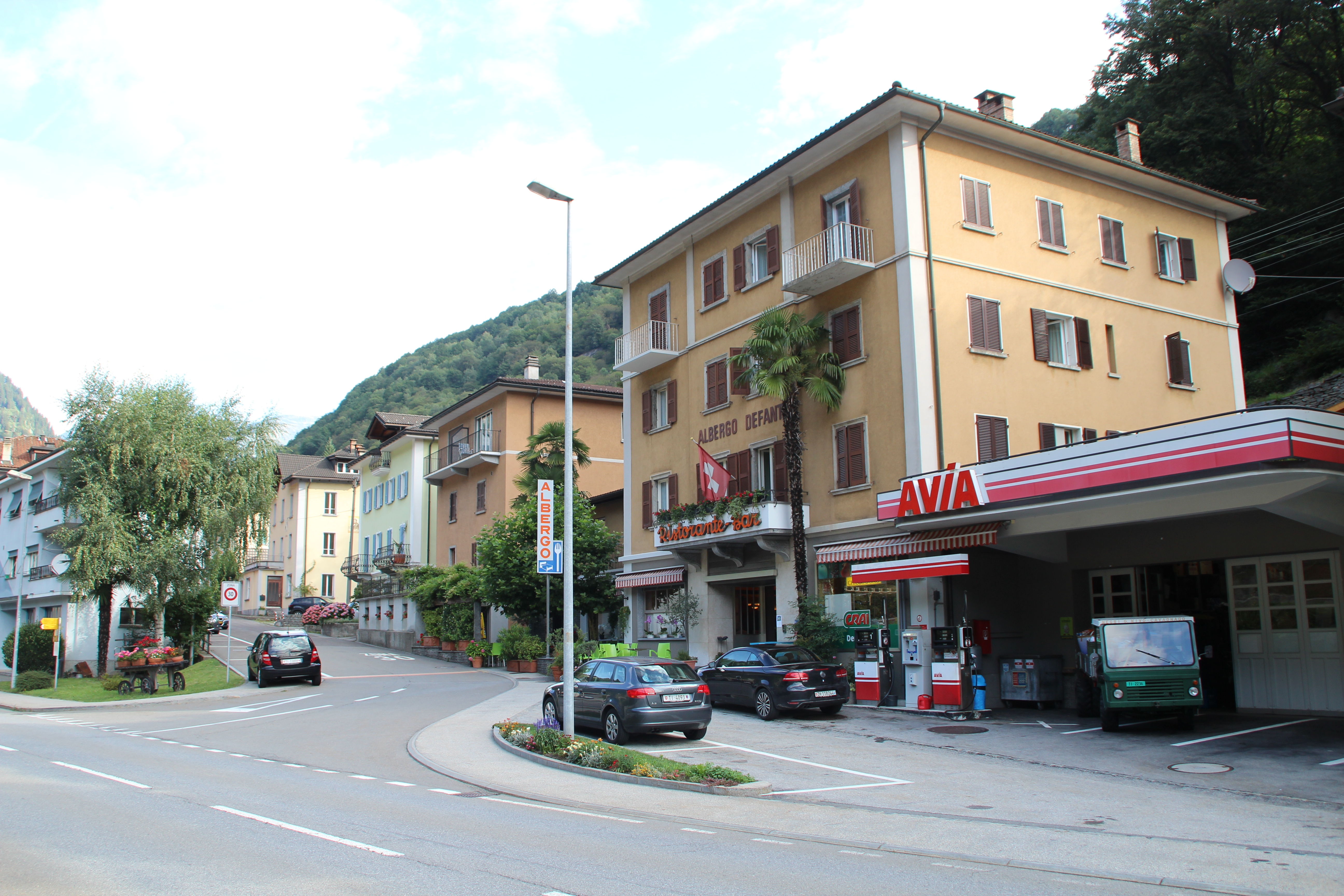
라보르고

2007년 현재, 파이도의 실업률은 3.86%이다. 2005년 기준으로 1차 경제 부문에 54명이 고용되어 있고, 이 부문에 약 19개 기업이 관여하고 있다. 208명이 2차 부문에 고용되었고, 이 부문에 24개의 기업이 있었다. 651명이 3차 부문에 고용되었으며, 이 부문에는 97개의 기업이 있다. 시정촌 주민은 703명으로 일정 정도 고용되었으며, 그중 여성이 전체 노동력의 40.0%를 차지하였다.
2000년 기준 자치단체로 통근하는 근로자는 496명, 출퇴근 근로자는 260명이었다. 지자체는 근로자의 순수입 지자체이며, 떠날 때마다 약 1.9명의 근로자가 지자체에 들어간다. 근로 인구의 8.1%가 출퇴근을 위해 대중교통을 이용했고, 51.3%가 자가용을 이용했다.
2009년 현재, 파이도에는 총 48개의 객실과 94개의 침대가 있는 4개의 호텔이 있다.

## 종교

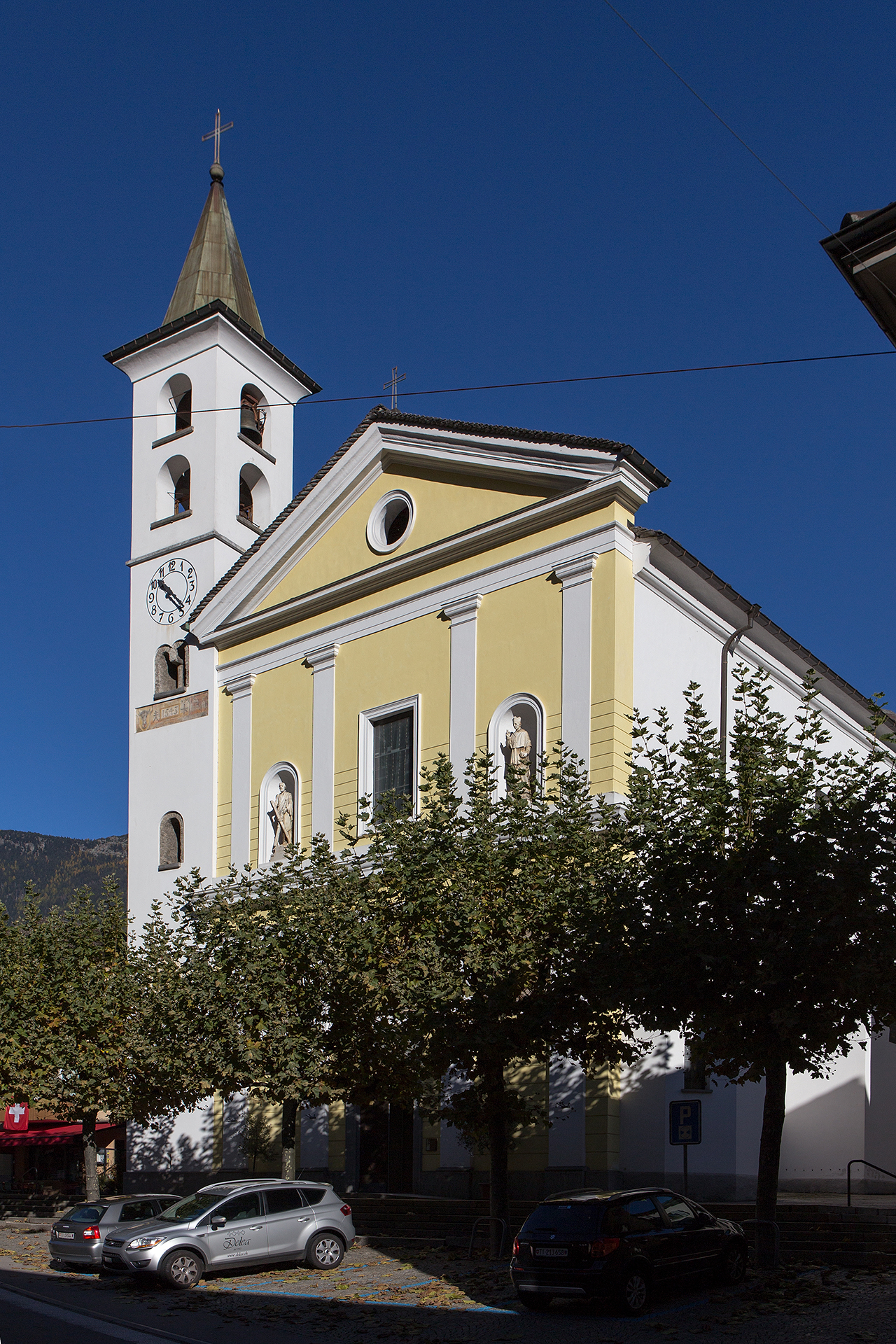
파이도 산아드레아 교회

2000년 인구 조사에 따르면 1,189명(76.8%)이 로마 가톨릭 신자이고, 37%(2.4%)가 스위스 개혁 교회에 속해 있다. 다른 교회(인구 조사에 등재되지 않음)에 속해 있는 개인은 263명(인구의 약 16.99%)이며, 질문에 응답하지 않은 개인은 59명(인구의 약 3.81%)이다.

## 기후
파이도는 연간 평균 106.4일의 비 또는 눈이 내리며, 평균 강수량은 1,416mm이다. 가장 습한 달은 5월로 이 기간 동안 파이도는 평균 151mm의 비나 눈을 내렸다. 이달의 평균 강수량은 11.8일이다. 연중 가장 건조한 달은 12월이며, 7.4일 동안 평균 강수량이 67mm이다.

## 교육

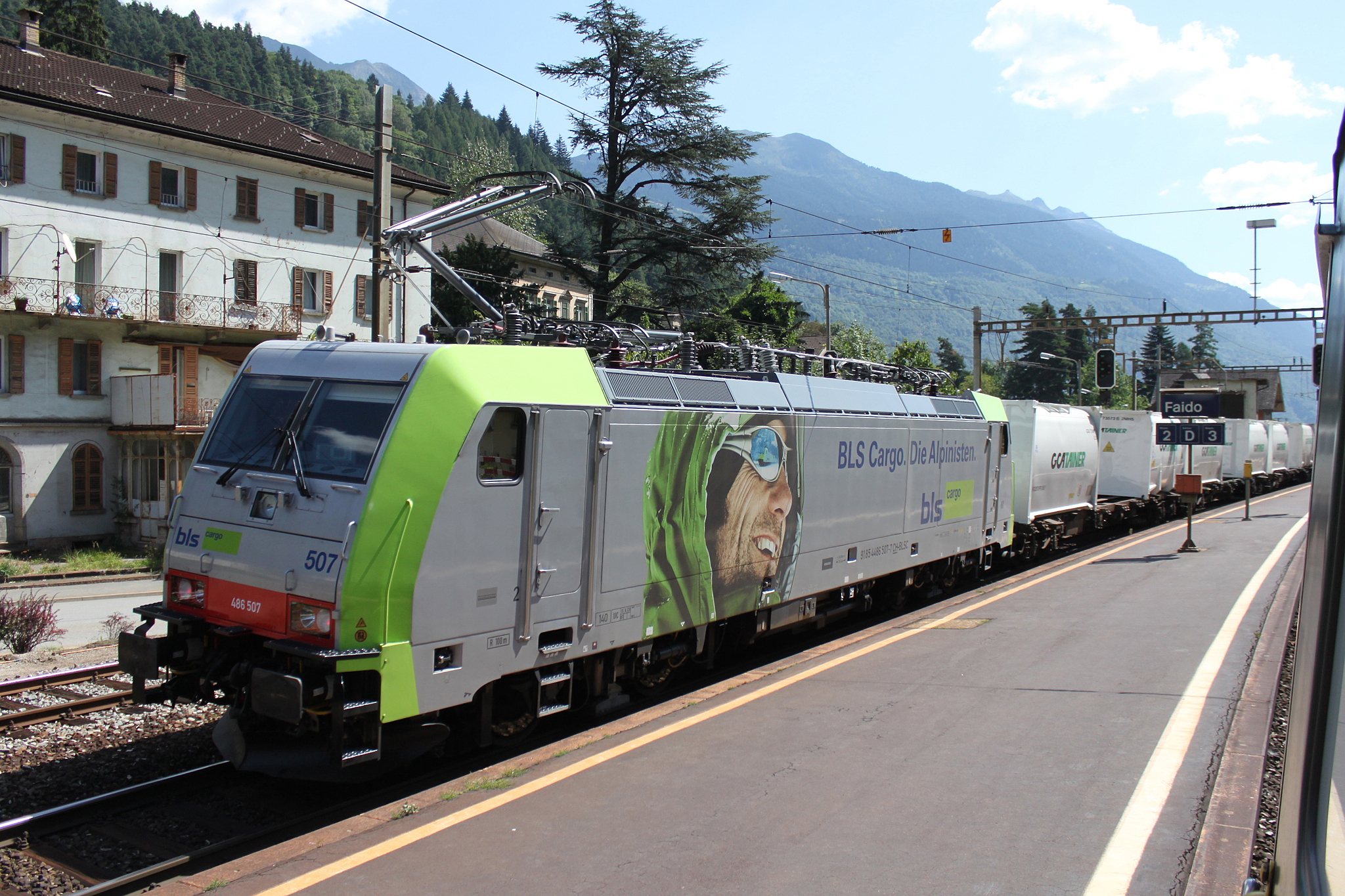
파이도역

파이도에서는 인구의 약 56.5%(25-64세)가 비필수 고등교육 또는 추가 고등교육(대학 또는 응용학문대학)을 완료했다.
파이도에는 총 305명의 학생이 있었다(2009년 기준). 티치노 교육 시스템은 최대 3년의 비필수 유치원을 제공하며, 파이도에는 33명의 어린이가 유치원에 다녔다. 초등학교 프로그램은 5년 동안 지속되며, 표준학교와 특수 학교가 모두 포함된다. 시정촌에서는 79명의 학생이 일반 초등학교에 다녔고 4명이 특수학교에 다녔다. 중학교 시스템에서 학생들은 2년 중학교에 다니고 2년 예비 견습과정을 거치거나 고등교육을 준비하기 위해 4년 프로그램에 참석한다. 중학교 2년제 70명, 예비실습 0명, 4년제 심화과정 34명이었다.
상위 중등 학교에는 여러 옵션이 있지만, 상위 중등 프로그램이 끝나면 학생은 직업을 찾거나 대학에 진학할 준비가 된다. 티치노에서 직업 학생은 인턴십 또는 견습과정(3년 또는 4년 소요)을 진행하는 동안 학교에 다니거나 인턴십 또는 견습기간(풀타임 학생으로 1년 또는 1년 반이 소요됨)을 거쳐 학교에 다닐 수 있다. 파트타임 학생으로 2년). 전일제 학생은 21명, 파트타임 학생은 58명이었다.
전문 프로그램은 3년 동안 진행되며, 공학, 간호, 컴퓨터 과학, 비즈니스, 관광 및 이와 유사한 분야의 직업을 위해 학생을 준비시킨다. 전문 프로그램에는 6명의 학생이 있었다.
2000년 기준으로 파이도에는 타 자치단체에서 온 학생이 77명, 시외 학교에 다니는 주민은 113명이다.

## 범죄
2014년에 스위스 형법 (살인, 강도 및 폭행에서 뇌물 수수 및 선거 사기에 이르기까지)에 나열된 200개 이상의 범죄 중 범죄율이 파이도에서 인구 1000명당 38.4명이었다. 이 비율은 지역 평균 비율의 70.8%, 주 비율의 70.1%, 전국 평균 비율의 59.4%에 불과하다. 같은 기간 마약 범죄율은 인구 1,000명당 2.7명이었다. 이 비율은 주 및 국가 평균보다 낮으며, 주 비율의 30.7%, 전국 비율의 27.3%에 불과하다. 이민법, 비자법, 취업허가법 위반 건수는 주민 1,000명당 5.7건이었다. 이 비율은 지역 비율의 약 절반이지만 주 비율의 1.5배가 넘다.

## 교통
파이도는 파이도역과 매우 드물게 라보르고역에서 연결된다. 두 역 모두 시 경계 내에 있으며, 고트하르트 철도에 있다.